# 中間論理
中間論理 (英: Intermediate logic) は、数理論理学の分野において古典論理と直観主義論理の中間に位置する論理。
この「中間」という意味は、直観主義論理での恒真な命題は中間論理でも恒真であり、古典論理で恒真でない命題は中間論理でも恒真でない、という意味である。

## 定義
ある論理式の集合Lが中間論理であるとは、Lが以下を満たすことを指す。
1. 直観主義論理の公理は全てLに含まれる。
2. FとGが論理式で、FとF→GがLに含まれるならばGもLに含まれる。
3. Fが論理式で、FがLに含まれるならば、F中に現れる命題変数に任意の論理式を代入した論理式もLに含まれる。
4. Fが論理式で、Fが古典論理の定理でないならば、FはLに含まれない。